# Dusty Brill
Dusty Brill a été le deuxième batteur du groupe de pop punk américain Good Charlotte, avant Chris Wilson.
Il a participé à l'enregistrement du deuxième album, The Young and the Hopeless mais a quitté le groupe avant la sortie de cet album, remplacé par Chris Wilson.